# Christian Rudolph Hannes
Christian Rudolph Hannes, auch Christianus Rudolphus Hannes (* 26. Mai 1734 in Wesel; † 27. Januar 1789 ebenda) war ein deutscher Mediziner und Stadtarzt in Wesel.

## Leben
Christian Rudolph Hannes studierte an den Universitäten in Duisburg, Halle und Berlin Medizin, promovierte 1756 mit seiner dem Botaniker und Arzt Johann Gottlieb Gleditsch gewidmeten Dissertationem inauguralem qua foetum in utero materno per os nutriri demonstratur unter dem Rektor Johann Gottlob Leidenfrost in Duisburg und wirkte anschließend als Arzt in Wesel, wo er 1763 Stadt- und Landphysikus wurde und knapp 26 Jahre später in der Nacht vom 27. auf den 28. Januar 1789 verstarb.
Er wurde am 2. März 1771 unter der Präsidentschaft des Mediziners Ferdinand Jakob Baier auf Vorschlag des Mediziners Ernst Gottfried Baldinger mit dem akademischen Beinamen Antistius unter der Matrikel-Nr. 755 als Mitglied in die Kaiserliche Leopoldino-Carolinische Akademie der Naturforscher aufgenommen. Am 5. Januar 1773 wurde er Mitglied der Fürstlich Hessischen Akademischen Gesellschaft zu Giessen, am 26. August 1773 Mitglied der Akademie gemeinnütziger Wissenschaften zu Erfurt und am 26. Juli 1774 Mitglied der Koninklijk Zeeuwsch Genootschap der Wetenschappen in Vlissingen.

## Schriften
- Dissertationem inauguralem qua foetum in utero materno per os nutriri demonstratur. Straube, Duisburgi ad Rhenum 1756 (Digitalisat)
- Die Unschuld des Obstes in Erzeugung der Ruhr. Röder, Wesel 1766 (Digitalisat)
- D. Christian Rudolph Hannes Stadtarztes in Wesel Brief an den Herrn Ernst Gottfried Baldinger, der Weltweisheit und Arzeneiwissenschaft Doctor ... über den Friesel und andere Beobachtungen. Röder und Heinsius, Wesel und Leipzig 1768 (Digitalisat)